# Unity (女子樂團)
Unity是來自荷蘭的女子樂團，由黛米·范·登博斯（Demi van den Bos）、茉德·諾丹（Maud Noordam）、葉達·蒙泰羅·達·席爾瓦（Jayda Monteiro da Silva）、娜歐蜜·特拉（Naomi Traa）組成。她們以歌曲《Best Friends》代表荷蘭參加2020年歐洲青少年歌唱大賽，在12名參賽者中獲得第四名。